# 全国高等学校野球選手権岐阜大会
全国高等学校野球選手権岐阜大会（ぜんこくこうとうがっこうやきゅうせんしゅけんぎふたいかい）は、岐阜県で開催されている全国高等学校野球選手権大会（夏の甲子園）の地方大会。

## 概要
- 主催：岐阜県高校野球連盟・朝日新聞社
- 日程：毎年7月（詳細は開催年により変わる）
  - 組合せ抽選会：初戦の組合せ（春季県大会ベスト4校（準決勝進出校）を第一シード校として4つのブロックに分けて先に抽選し、続いて同大会ベスト8（準々決勝敗退校4校）が第二シード校として4つのブロックに分けて第一シード校と準々決勝まで対戦しないように抽選（シード校は1回戦及び開幕日の試合に当たらないように抽選）し、残りのチームが後で順番にくじを引く）。
  - 開会式：始球式、功労者表彰（審判・指導者の表彰）などが行われる。
  - 対戦：4つのブロックに分かれて1回戦から準々決勝まで対戦
  - 準決勝組合せ抽選会（2次抽選）
  - 準決勝戦、決勝戦
  - 閉会式：優勝旗、優勝盾が、また選手には優勝、準優勝メダルが授与される。

## 使用される球場
| 岐阜                        | 大垣                                | 大野                                            |
| --------------------------- | ----------------------------------- | ----------------------------------------------- |
| 長良川球場 （岐阜県岐阜市） | 大垣市北公園野球場 （岐阜県大垣市） | 大野レインボースタジアム （岐阜県揖斐郡大野町） |
| 収容人数：22,030            | 収容人数：10,000                    | 収容人数：5,000                                 |
|                             |                                     |                                                 |

| 各務原                            | 関                        | 可児                           | 土岐                                  |
| --------------------------------- | ------------------------- | ------------------------------ | ------------------------------------- |
| 各務原市民球場 （岐阜県各務原市） | 関市民球場 （岐阜県関市） | KYBスタジアム （岐阜県可児市） | 土岐市総合公園野球場 （岐阜県土岐市） |
| 収容人数：5,100                   | 収容人数：2,196           | 収容人数：6,200                | 収容人数：7,000                       |
|                                   |                           |                                |                                       |

- 長良川球場（開会式　閉会式　準々決勝　準決勝　決勝　主催球場）
- 大垣市北公園野球場
- 大野レインボースタジアム
- 各務原市民球場
- 関市民球場
- KYBスタジアム
- 土岐市総合公園野球場
- 中津川公園野球場（2023年-）

### 過去に使用されていた球場
- 岐阜ファミリーパーク野球場
- 多治見市営球場
- 美濃加茂前平公園野球場
- 高山市中山公園野球場

## 大会結果
| 年度（大会）          | 校数 | 優勝校         | 決勝スコア | 準優勝校       | 備考       | 全国大会  |
| --------------------- | ---- | -------------- | ---------- | -------------- | ---------- | --------- |
| 1958年（第40回大会）  | 20   | 多治見工       | 2 - 0      | 岐阜工         |            |           |
| 1963年（第45回大会）  | 24   | 大垣商         | 3 - 0      | 大垣北         | 延長16回   |           |
| 1968年（第50回大会）  | 30   | 岐阜南         | 3 - 1      | 中京商         |            |           |
| 1973年（第55回大会）  | 33   | 中京商         | 5 - 0      | 市岐阜商       |            |           |
| 1975年（第57回大会）  | 35   | 中京商         | 17 - 0     | 岐阜第一       |            |           |
| 1976年（第58回大会）  | 36   | 市岐阜商       | 7 - 3      | 岐阜工         |            |           |
| 1977年（第59回大会）  | 34   | 土岐商         | 6 - 1      | 岐阜南         |            |           |
| 1978年（第60回大会）  | 37   | 県岐阜商       | 1 - 0      | 長良           |            |           |
| 1979年（第61回大会）  | 40   | 県岐阜商       | 6 - 0      | 多治見工       |            |           |
| 1980年（第62回大会）  | 45   | 美濃加茂       | 9 - 1      | 岐阜西工       |            |           |
| 1981年（第63回大会）  | 50   | 岐阜南         | 3 - 2      | 県岐阜商       |            |           |
| 1982年（第64回大会）  | 51   | 県岐阜商       | 5 - 2      | 岐阜第一       |            |           |
| 1983年（第65回大会）  | 54   | 岐阜第一       | 8 - 4      | 岐阜           |            |           |
| 1984年（第66回大会）  | 58   | 県岐阜商       | 5x - 4     | 市岐阜商       | 延長10回   |           |
| 1985年（第67回大会）  | 58   | 県岐阜商       | 5 - 1      | 市岐阜商       |            |           |
| 1986年（第68回大会）  | 59   | 県岐阜商       | 4 - 1      | 美濃加茂       |            |           |
| 1987年（第69回大会）  | 60   | 県岐阜商       | 8 - 6      | 岐阜工         | 延長10回   |           |
| 1988年（第70回大会）  | 60   | 大垣商         | 5 - 1      | 県岐阜商       |            |           |
| 1989年（第71回大会）  | 61   | 県岐阜商       | 6 - 4      | 岐阜南         |            |           |
| 1990年（第72回大会）  | 64   | 美濃加茂       | 7 - 3      | 県岐阜商       |            |           |
| 1991年（第73回大会）  | 64   | 市岐阜商       | 3 - 1      | 岐阜南         |            |           |
| 1992年（第74回大会）  | 65   | 県岐阜商       | 12 - 1     | 大垣南         |            |           |
| 1993年（第75回大会）  | 66   | 東濃実         | 3x - 2     | 県岐阜商       | 延長10回   |           |
| 1994年（第76回大会）  | 65   | 大垣商         | 8 - 0      | 大垣南         |            |           |
| 1995年（第77回大会）  | 64   | 県岐阜商       | 6 - 4      | 大垣商         |            |           |
| 1996年（第78回大会）  | 64   | 県岐阜商       | 7 - 2      | 岐阜教大付     |            |           |
| 1997年（第79回大会）  | 66   | 県岐阜商       | 8 - 5      | 土岐商         |            |           |
| 1998年（第80回大会）  | 69   | 岐阜三田       | 11 - 7     | 長良           |            |           |
| 1999年（第81回大会）  | 67   | 県岐阜商       | 12 - 0     | 大垣南         |            |           |
| 2000年（第82回大会）  | 67   | 中京商         | 7 - 3      | 岐阜南         |            |           |
| 2001年（第83回大会）  | 69   | 岐阜三田       | 16 - 2     | 美濃加茂       |            |           |
| 2002年（第84回大会）  | 68   | 中京           | 5 - 1      | 市岐阜商       |            |           |
| 2003年（第85回大会）  | 68   | 市岐阜商       | 3 - 2      | 岐阜総合学園   |            |           |
| 2004年（第86回大会）  | 66   | 県岐阜商       | 3x - 2     | 岐阜総合学園   |            |           |
| 2005年（第87回大会）  | 65   | 土岐商         | 3 - 1      | 岐阜城北       |            |           |
| 2006年（第88回大会）  | 65   | 県岐阜商       | 9 - 1      | 大垣商         |            |           |
| 2007年（第89回大会）  | 65   | 大垣日大       | 5 - 0      | 岐阜総合学園   |            |           |
| 2008年（第90回大会）  | 66   | 市岐阜商       | 8 - 2      | 大垣南         |            |           |
| 2009年（第91回大会）  | 65   | 県岐阜商       | 2 - 0      | 各務原         |            |           |
| 2010年（第92回大会）  | 68   | 土岐商         | 4 - 3      | 県岐阜商       |            |           |
| 2011年（第93回大会）  | 67   | 関商工         | 5 - 0      | 大垣商         |            |           |
| 2012年（第94回大会）  | 67   | 県岐阜商       | 2x - 1     | 関商工         |            |           |
| 2013年（第95回大会）  | 67   | 大垣日大       | 7 - 4      | 市岐阜商       |            |           |
| 2014年（第96回大会）  | 67   | 大垣日大       | 11 - 2     | 岐阜工         |            |           |
| 2015年（第97回大会）  | 67   | 岐阜城北       | 7 - 3      | 斐太           |            |           |
| 2016年（第98回大会）  | 68   | 中京           | 3 - 2      | 大垣日大       |            |           |
| 2017年（第99回大会）  | 68   | 大垣日大       | 6 - 3      | 中京学院大中京 |            |           |
| 2018年（第100回大会） | 68   | 大垣日大       | 7 - 1      | 大垣商         |            |           |
| 2019年（第101回大会） | 66   | 中京学院大中京 | 8 - 6      | 大垣日大       |            |           |
| 2020年（独自大会）    | 63   | 大垣日大       | 6 - 5      | 中京           | 延長11回   |           |
| 2021年（第103回大会） | 67   | 県岐阜商       | 4 - 3      | 市岐阜商       |            | 1回戦敗退 |
| 2022年（第104回大会） | 67   | 県岐阜商       | 7x - 6     | 帝京大可児     | 延長11回   | 1回戦敗退 |
| 2023年（第105回大会） | 66   | 大垣日大       | 4 - 3      | 市岐阜商       |            | 2回戦敗退 |
| 2024年（第106回大会） | 64   | 岐阜城北       | 6 - 5      | 県岐阜商       | 延長11回TB | 1回戦敗退 |
| 2025年（第107回大会） | 63   | 県岐阜商       | 10 - 0     | 帝京大可児     |            |           |

- 校数は連合チームを1校とする

## 放送体制

### テレビ
- 岐阜放送（ぎふチャン・GBS）が、長良川球場から準々決勝以降の試合を放送。
  - 実況は同局に所属するアナウンサーが担当する。
  - 1990年代末期にはかつて全国大会中継の顔だった植草貞夫（元ABC）や、2007年から2010年代末期にはフリーの吉村功（元東海テレビ）が担当したこともある。
  - 2007年までは開会式・1回戦から長良川球場の全試合を放送していた。
  - 2008年から2019年までは開会式・開会式当日に行われる試合・4回戦以降の全試合を放送。
  - 2020年夏の独自大会は長良川球場での全試合が放送された。その後 8月17日に開催された 全国高等学校野球選手権三岐大会 も中継、三重テレビにもネットされた。
  - 2021年は4回戦以降の全試合を放送。2022年は4回戦までは「バーチャル高校野球」内で配信のみ行う。2023年からは準々決勝以降の全試合を放送。
- NHK総合テレビ（名古屋・岐阜・津）・Eテレ（名古屋）が決勝を中継する。2014年からは総合テレビで県内向けに放送[1]。
- チャンネル長良川が、2014年から長良川球場（3回戦まで）・各務原市民球場の試合を生中継、関市民球場の試合を録画中継する。2013年までは、関市民球場（デジタル122chは中部ケーブルネットワーク愛岐局制作の各務原市民球場の一部の試合を含む）で行われる全試合を生中継した。
- 大垣ケーブルテレビが北公園野球場の全試合を生中継する（2015年から、2014年は3回戦を生中継した）。チャンネル長良川でも生中継（2015年は3回戦の一部と4回戦）。2021年は「バーチャル高校野球」でも3回戦まで配信する。
- おりべネットワークでは土岐市総合公園野球場の2回戦を生中継（2015年から）。
- ケーブルテレビ可児ではKYBスタジアムの試合を生中継する（2016年）。
- 2017年は中部ケーブルネットワークで全試合放送を行う[2]。
- ホームページ「岐阜青春フルスイング」で 放送予定が公開されている。
- 2023年のバーチャル高校野球は、ケーブルテレビ制作の中継も加わり大会全試合が配信される。

### ラジオ
- 岐阜放送ラジオ（AM放送、決勝、2022年までは準決勝も中継）
- NHK岐阜放送局（FM放送）が2021年まで準決勝・決勝を中継していた。2013年以前はNHK名古屋放送局（AM放送、所在地は愛知県であるが、ラジオは岐阜県も放送対象地域に含まれる）が行い、岐阜放送局での中継は愛知・三重県大会と日程が重ならない限りなかった。
- FMららがKYBスタジアムで行われる2回戦4試合を中継する予定だった（2016年）[3][4]。